# 平塚小学校蹟の樟樹
平塚小学校蹟の樟樹（ひらつかしょうがっこうせきのしょうじゅ）とは、神奈川県平塚市見附町にあるクスノキの大木である。
平塚市指定保全樹。

## 概要
1895年（明治28年）3月28日、日清戦争の戦勝記念に当時の神奈川県知事である中野健明から県内の各小学校にクスノキの種が配布された。平塚町立平塚小学校では敷地の片隅にそれを蒔き、同年6月15日に発芽した。当時の学校長によって残されたこれらの記録は平塚市立崇善小学校に保存されている。